# PitStop
PitStop er en stribe spillecafeer hvor gæsterne både kan følge sportsbegivenheder på storskærme, spille via onlineterminaler og få en forfriskning undervejs.
| Spil | Spire Denne artikel om spil eller lege er en spire som bør udbygges. Du er velkommen til at hjælpe Wikipedia ved at udvide den. |